# Чозубачи
Чозубачи (手水鉢) је чесма врло једноставне конструкције, комбинација бамбуса, камена и/или дрвета, тако да делују природно. Чозубачи потиче из древних шинтоистичких и будистичких светилишта и храмова Јапана где су верници прали руке и испирали уста пре уласка у светилиште. Ово је био акт прочишћења тела и душе. Чозубачи је у отвореном павиљону који се назива чозуја или темизуја (手水舎). 
Касније се везује за чајне вртове и током векова добија почасно место у церемонији пијења чаја. Базен чозубачија је виши од 40 cm. Мајстори чајних церемонија касније су преуредили базен у округлу чинију у чајним вртовима и створили цукубаи, чија висина је 30 cm или мање. Многе јапански вртови данас имају обе чесме које се снабдевају водом кроз бамбусову стабљику – какеи.